# Grand Island Township
Grand Island est une petite île du lac Supérieur, située au nord  de Munising dans la péninsule supérieure du Michigan (Comté d'Alger).
L'île forme, avec une petite partie du continent où résident la plupart des habitants, le canton de Grand Island (Grand Island Township). L'île entière est désignée comme  Grand Island National Recreation Area (en), une zone récréative ou aire protégée par la National Recreation Area. 
Cette région climatique est caractérisée par de grandes différences de températures saisonnières, avec des étés chauds (et souvent humides) et des hivers froids (parfois très froids). Selon le système climatique de classification de Köppen, Grand Island a un climat continental humide, abrégé "Dfb" sur les cartes climatiques.

## Phares
- Le phare est de Grand Island marque le chenal est de Grand Island pour les navires allant ou venant du port de Munising.
- Le phare nord de Grand Island est à son extrémité nord.